# Серна, Леа
Леа Серна (фр. Léa Serna; род. 31 октября 1999, Обань) — французская фигуристка, выступающая в одиночном катании. Чемпионка Франции 2021 года.

## Карьера
Серна начала кататься на коньках в 2007 году. Она дебютировала на первом в карьере этапе юниорском Гран-при в сентябре 2013 года.
В январе 2015 года она завоевала бронзу на Европейском юношеском зимнем олимпийском фестивале. В марте она участвовала на чемпионате мира среди юниоров 2015 года в Таллине; она сумела попасть в произвольную программу и стала 20-й в общем зачете.
Серна пропустила сезон 2015/2016 из-за тендиноза связки надколенника.
В октябре 2017 года она выиграла свою первую международную медаль среди взрослых — серебро на Кубке Денковой-Стависки в Софии. Заняв 38-е место в короткой программе, она не прошла в произвольную программу на чемпионате мира среди юниоров 2018 года в Софии.
В октябре 2018 года Серна выиграла серебро на турнире Ice Star в Минске. Она дебютировала на взрослом этапе Гран-при состоялся в ноябре на Internationaux de France 2018.
Она тренируется в Пуатье под руководством Брайана Жубера в январе 2019 года.